# Liste der Bodendenkmäler in Minden
Die Liste der Bodendenkmäler in Minden enthält die denkmalgeschützten unterirdischen baulichen Anlagen, Reste oberirdischer baulicher Anlagen, Zeugnisse tierischen und pflanzlichen Lebens und paläontologischen Reste auf dem Gebiet der ostwestfälischen Stadt Minden im Kreis Minden-Lübbecke in Nordrhein-Westfalen (Stand: Januar 2021). 

## Quelle
Diese Bodendenkmäler sind in Teil B der Denkmalliste der Stadt Minden eingetragen; Grundlage für die Aufnahme ist das Denkmalschutzgesetz Nordrhein-Westfalen (DSchG NRW).

## Liste der Bodendenkmäler in Minden
| Bild                         | Bezeichnung                                                                                  | Lage                                                       | Beschreibung | Bauzeit | Eingetragen seit | Denkmal- nummer |
| ---------------------------- | -------------------------------------------------------------------------------------------- | ---------------------------------------------------------- | ------------ | ------- | ---------------- | --------------- |
|                              | mittelalterliche Bauspuren                                                                   | Innenstadt Simeonstraße 19                                 |              |         | 19.09.1991       | 1               |
| weitere Bilder               | Wallanlage der Wittekindsburg                                                                | Häverstädt Wiehengebirgsrücken Karte                       |              |         | 05.10.1994       | 4               |
| weitere Bilder               | Mindener Dom                                                                                 | Innenstadt Großer Domhof 10 Karte                          |              |         | 02.02.1995       | 5               |
|                              | Urnenfriedhof                                                                                | Dankersen Dankerser Holz                                   |              |         | 03.04.1995       | 6               |
|                              | Steinbruch Lutternsche Egge                                                                  | Haddenhausen Lutternsche Egge                              |              |         | 29.04.1999       | 7               |
|                              | ehem. Marktkirche St. Johannis Bapt.                                                         | Innenstadt Markt 13                                        |              |         | 06.05.1999       | 8               |
|                              | Brandgräberfriedhof der späten Bronze- und vorrömischen Eisenzeit                            | Päpinghausen Vor der Speckenstraße                         |              |         | 06.04.2000       | 9               |
|                              | ehemaliger Beginenhof                                                                        | Innenstadt zwischen Pöttcher- und Brüderstraße             |              |         | 22.11.2001       | 10              |
| Dominikanerkloster St. Pauli | Dominikanerkloster St. Pauli                                                                 | Innenstadt zwischen Videbullen- und Alte Kirchstraße Karte |              |         | 22.11.2001       | 11              |
|                              | Stadtkernbebauung hinter den Häusern Markt 14 - 18                                           | Innenstadt Stadtkernbebauung hinter Markt 14 - 18          |              |         | 31.01.2002       | 12              |
|                              | mittelalterlicher Heilig-Geist-Spital                                                        | Innenstadt Simeonstraße                                    |              |         | 06.05.2002       | 13              |
| Martinitreppe                | Martinitreppe                                                                                | Innenstadt Martinitreppe                                   |              |         | 14.03.2002       | 14              |
|                              | Dombezirk                                                                                    | Innenstadt Dombezirk                                       |              |         | 04.12.2006       | 15              |
|                              | Siedlungsplatz Didinghausen                                                                  | Päpinghausen/Dankersen Didinghausen                        |              |         | 28.03.2008       | 16              |
|                              | Steinbruch Königsberg                                                                        | Häverstädt Königsberg                                      |              |         | 24.08.2010       | 17              |
|                              | Steinbruch Häverstädter Berg                                                                 | Häverstädt Häverstädter Berg                               |              |         | 24.08.2010       | 18              |
|                              | Jungsteinzeitlicher Siedlungsplatz Hasenkamp (archäologischer Fundplatz in Minden-Dankersen) | Dankersen Karlstraße                                       |              |         | 29.07.2011       | 19              |